# Slip (Tate McRae)
Slip è un singolo della cantante canadese Tate McRae, pubblicato il 17 gennaio 2019 come nono estratto dalla prima raccolta The One Day LP.

## Tracce
1. Slip – 2:52